# Риги (Тренто)
Риги је насеље у Италији у округу Тренто, региону Трентино-Јужни Тирол.
Према процени из 2011. у насељу је живело 39 становника. Насеље се налази на надморској висини од 681 м.